# Cantón Milagro
Cantón Milagro är en kanton i Ecuador.   Den ligger i provinsen Guayas, i den sydvästra delen av landet, 250 km sydväst om huvudstaden Quito. Antalet invånare är 166 634. Arean är 401 kvadratkilometer.
Terrängen i Cantón Milagro är platt.